# 波司登
波司登（港交所：3998），全稱波司登國際控股有限公司，中國羽絨生產商，主要從事自有羽絨服品牌組合的開發和管理，包括產品的研究、設計、開發、原材料採購、外包生產及市場營銷和銷售。核心品牌有「波司登」、「雪中飛」、「康博」、「冰潔」、「雙羽」和「上羽」。其中“登峰”系列为中国南极科考队和国家登山队指定御寒装备。

## 历史
在1975年由高德康成立，總部設在上海。2007年在香港上市。
2012年8月17日，波司登在伦敦成立旗舰店，成为在英国开设旗舰店的第一家中国服装品牌。2020年，波司登全球顶配羽绒服登峰系列获得第四届“中国优秀工业设计奖”金奖。同年10月，波司登携手爱马仕前任创意总监共同发布“新一代羽绒服”系列产品，进一步提升品牌设计力。

## 外部連結
- 波司登 （页面存档备份，存于）